# Påskallaviks missionskyrka

Påskallaviks missionskyrka är en kristen församling med rötter i svensk väckelserörelse från 1800-talet. Församlingen bildades 1877, och tillhör Equmeniakyrkan. 1877 uppfördes församlingens missionshus som 1975 genomgick en stor renovering och modernisering.

## Verksamhet
Församlingen förutom gudstjänster bedriver ett brett barn- och ungdomsarbete med bland annat scouting, Café Nyfiket, Smurran och Smugo, Gubbröra och musik/sångtillställning. Internationellt missionssamarbete sker i både Asien, Afrika, Latinamerika och Europa.